# 샹카르 다얄 샤르마
샹카르 다얄 샤르마(힌디어: शंकर दयाल शर्मा, 1918년 8월 19일~1999년 12월 26일)는 인도의 제9대 대통령으로 1992년부터 1997년까지 재임했다. 대통령직 이전에 샤르마는 인도의 제8대 부통령으로 라마스와미 벤카타라만 밑에서 일했다. 1952년부터 1956년까지 보팔주의 수상을 지냈으며 1956년부터 1967년까지 내각 장관을 지냈다. 1972년부터 1974년까지 인도 국민회의 의장을 지냈으며 1974년부터 1977년까지 연방 통신부 장관으로 정부에 복귀했다.
국제변호사협회는 샤르마에게 국제적으로 법조계에 기여한 공로가 크고 법치주의에 헌신한 공로를 인정받아 살아있는 전설상을 수여했다.

## 어린 시절 및 경력
샹카르 다얄 샤르마는 1918년 8월 19일, 아몬이라는 마을에서 태어났다. 피츠윌리엄 대학교에서 법학을 전공한 샤르마는 러크나우 대학교로부터 사회봉사 공로로 차크라바르티 금상을 받았다. 그는 후에 케임브리지 대학교와 러크나우 대학교에서 일했다. 그는 하버드 로스쿨에서 펠로우쉽을 받았고, 링컨스 인의 명예교수이자 명예 펠로우로 선출되었다. 케임브리지에 있는 동안 샤르마는 타고르 협회와 케임브리지 마지리스의 회계원이었다. 인도의 부총장으로 재직하는 동안 그는 인도의 많은 대학들의 총장을 지냈다. 샤르마는 인도의 독립을 위한 투쟁에 참여했고 인도 국민회의의 의원이 되었다.

## 정치 경력
1940년대 동안 그는 영국으로부터 인도의 독립을 위한 투쟁에 참여했고, 남은 평생 동안 충성을 다하는 정당인 인도 국민회의에 가입했다. 인도가 독립한 후, 보팔의 나왑은 보팔 왕자를 별도의 부대로 유지하기를 희망했다. 샤르마는 1948년 12월, 나왑에 반대하는 대중들의 시위를 이끌었고, 결국 그를 체포했다. 1949년 1월 23일, 샤르마는 공개 회의 제한 위반 혐의로 징역 8개월을 선고받았다. 1949년 4월 30일, 나왑은 그를 석방하고 인도 연합과의 합병에 서명했다. 1952년, 샤르마는 보팔주의 수석 장관이 되었고 당시 최연소 수석 장관이 되었다. 그는 보팔주가 마디아프라데시주를 형성하기 위해 다른 여러 주와 합병할 때인 1956년 주의 재조직 때까지 그 직책을 맡았다.

## 대통령 선거
샤르마는 1992년 대통령에 당선될 때까지 부통령을 지냈다. 그는 선거인단 투표에서 66%를 얻어 조지 길버트 스웰을 이겼다. 대통령으로서 그의 마지막 해 동안, 세 명의 총리들에서 선서하는 것은 그의 책임이었다. 그는 대통령으로서 두 번째 임기에 출마하지 않았다.

## 사망
샤르마는 생애 마지막 5년 동안 건강이 좋지 않았다. 1999년 12월 26일, 그는 심각한 심장마비를 겪었고 뉴델리의 한 병원에 입원하여 그곳에서 사망했다. 그는 라지가트에서 화장되었다. 그의 두 번째 부인은 비말라 샤르마였다. 1985년 7월 31일, 그의 딸 기탄잘리는 남편 랄리트 마카켄 의회 의원과 함께 웨스트델리 마켄의 키르티 나가르 저택 밖에서 시크 반군 지도자인 하진더 싱 진다, 수크데브 싱 수카, 란지트 싱 길 가명 국키의 총에 맞아 사망했다. 그들은 1984년 반시크 폭동 당시 3,000명의 시크교도들을 살해한 랄릿 마켄을 총살했고 그의 딸은 십자포화에 휘말렸다.

## 역대 선거 결과
| 선거명      | 직책명        | 대수 | 정당          | 득표율   | 득표수 | 결과 | 당락 |
| ----------- | ------------- | ---- | ------------- | -------- | ------ | ---- | ---- |
| 1987년 선거 | 인도의 부통령 | 8대  | 인도 국민회의 | 단독후보 | 무투표 | 1위  |      |